# حكومة معين عبد الملك
حكومة معين عبد الملك الأولى هي حكومة يمنية برئاسة معين عبد الملك سعيد خلال الفترة 15 أكتوبر 2018، وحتى 18 ديسمبر 2020، تبعتها حكومة معين عبد الملك الثانية.

## أعضاء المجلس
| الوزارة                   | الوزير                                                                                           |
| ------------------------- | ------------------------------------------------------------------------------------------------ |
| رئيس الوزراء              | معين عبد الملك سعيد                                                                              |
| نائب رئيس الوزراء         | سالم أحمد الخنبشي                                                                                |
| المالية                   | أحمد عبيد الفضلي (18 سبتمبر 2016-19 سبتمبر 2019) - سالم صالح سالم بن بريك (منذ 19 سبتمبر 2019)   |
| الخارجية                  | خالد اليماني (23 مايو 2018-19 سبتمبر 2019) - محمد عبدالله الحضرمي (منذ 19 سبتمبر 2019)           |
| الدفاع                    | محمد علي المقدشي (منذ 7 نوفمبر 2018)                                                             |
| الداخلية                  | أحمد الميسري (منذ 25 ديسمبر 2017)                                                                |
| الكهرباء                  | عبد الله محسن الأكوع (حتى 27 نوفمبر 2018) - محمد عبد الله صالح ناصر العناني (منذ 27 نوفمبر 2018) |
| الإعلام                   | معمر الإرياني (منذ 18 سبتمبر 2016)                                                               |
| الثقافة                   | مروان أحمد دماج                                                                                  |
| السياحة                   | محمد عبدالمجيد قباطي                                                                             |
| النفط                     | سيف محسن عبود الشريف(منذ 14 سبتمبر 2015) - أوس عبد الله أحمد العود                               |
| العدل                     | جمال محمد عمر (27 أبريل 2017 - 27 نوفمبر 2018) - علي هيثم علي عبد الله (منذ 27 نوفمبر 2018)      |
| التربية والتعليم          | عبدالله سالم لملس                                                                                |
| النقل                     | صالح الجبواني (منذ 24 ديسمبر 2017)                                                               |
| الرياضة                   | نايف صالح البكري(منذ 14 سبتمبر 2015)                                                             |
| التجارة                   | محمد الميتمي (منذ 8 نوفمبر 2016)                                                                 |
| الإتصالات                 | لطفي محمد سالم باشريف                                                                            |
| التعليم العالي            | حسين عبد الرحمن باسلامة                                                                          |
| وزيراً للدولة أمين العاصمة | عبدالغني حفظ الله جميل                                                                           |

| الوزارة                           | الوزير                                                                                         |
| --------------------------------- | ---------------------------------------------------------------------------------------------- |
| الصحة                             | ناصر محسن باعوم(منذ 14 سبتمبر 2015)                                                            |
| الأوقاف                           | أحمد ذبيان عطية                                                                                |
| حقوق الإنسان                      | محمد محسن عسكر (منذ 27 أبريل 2017)                                                             |
| الشؤون الاجتماعية                 | ابتهاج الكمال (منذ 27 أبريل 2017)                                                              |
| الشؤون القانونية                  | نهال ناجي علي العولقي (منذ 9 يناير 2016)                                                       |
| الأشغال والطرق                    | سالم محمد الحريزي                                                                              |
| الثروة السمكية                    | فهد سليم كفاين                                                                                 |
| الزراعة                           | عثمان مجلي                                                                                     |
| المياه والبيئة                    | عزي هبة الله علي شريم                                                                          |
| شؤون المغتربين                    |                                                                                                |
| الخدمة المدنية                    | نبيل حسن الفقيه (منذ 8 أغسطس 2018)                                                             |
| التخطيط والتعاون الدولي           | محمد سعيد السعدي (8 نوفمبر 2016 - 27 نوفمبر 2018) - نجيب منصور حميد العوج (منذ 27 نوفمبر 2018) |
| الإدارة المحلية                   | عبدالرقيب فتح                                                                                  |
| التعليم الفني                     | عبد الرزاق الأشول                                                                              |
| وزيرا للدولة (عضو مجلس الوزراء)   |                                                                                                |
| وزيرا للدولة (عضو مجلس الوزراء)   |                                                                                                |
| وزيرا للدولة لشؤون مجلس الوزراء   |                                                                                                |
| وزيرا للدولة لشؤون النواب والشورى | عثمان مجلي (منذ 9 يناير 2016)                                                                  |
| وزيرا للدولة (عضو مجلس الوزراء)   |                                                                                                |
| وزيرا للدولة لشؤون الحوار الوطني  | ياسر الرعيني (منذ 9 يناير 2016)                                                                |